# Тахтакале (квартал във Фатих)
„Тахтакале“ (на турски: Tahtakale) е квартал на Истанбул, разположен в градска околия Фатих. Общата му площ е 0,047 км2. Според данни на Адресната система за регистриране на населението (ABPRS) към 2024 г. населението на „Тахтакале“ е 13 жители.